# میسون (اوکلاهما)
میسون (به انگلیسی: Mason) یک منطقهٔ مسکونی در ایالات متحده آمریکا است که در شهرستان اوکفسکی، اکلاهما واقع شده‌است.